# Surgical Strike
Surgical Strike est un jeu vidéo d'action sous la forme d'un film interactif réalisé en full motion video, développé par The Code Monkeys et édité par Sega, sorti en 1995 sur 32X et Mega-CD.

## Accueil
- Joypad : 60 % (Mega-CD)[1]